# Гаврил Ненович
Гаврил Бора Ненович (среща се и като Ненов) е виден общественик от Свищов от епохата на българското Възраждане.
Роден през 1846 г. в с. Българско Сливово. Син е на Бора Ненович, който е бил доста заможен.
Училищен настоятел през 70-те години на ХІХ век.
Около 1878 г. Гаврил Ненович се жени за Вангели Юрданова – дъщеря на Иван Юрданов (Иван Късия) – заможен свищовски търговец. Имат две деца – Иван Гаврилов Ненович и Сийка Александър Маринова.
Делегат е „по право“ на Учредителното събрание в Търново през 1879 г. като председател на градския съвет на Свищов. В списъка на депутатите като представител на Свищов е записан Димитър Г. Анев (първият председател на градския съвет), но той подава оставка на 30 януари 1879 г. (Според Дневниците на Учредителното събрание Анев е бил. уволнен от Русенския губернатор). Подписът на Г. Ненович стои под Търновската Конституция.
Неговият брат - Георги също е депутат в Учредителното събрание "по звание", тъй като по същото време е председател на Никополския окръжен съд.
Гаврил Бора Ненович заема длъжността председател на Свищовския градски съвет от 31 януари до 11 юни 1879 г.
Умира на 26 август 1911 (64 – 65 г.).